# まどか号

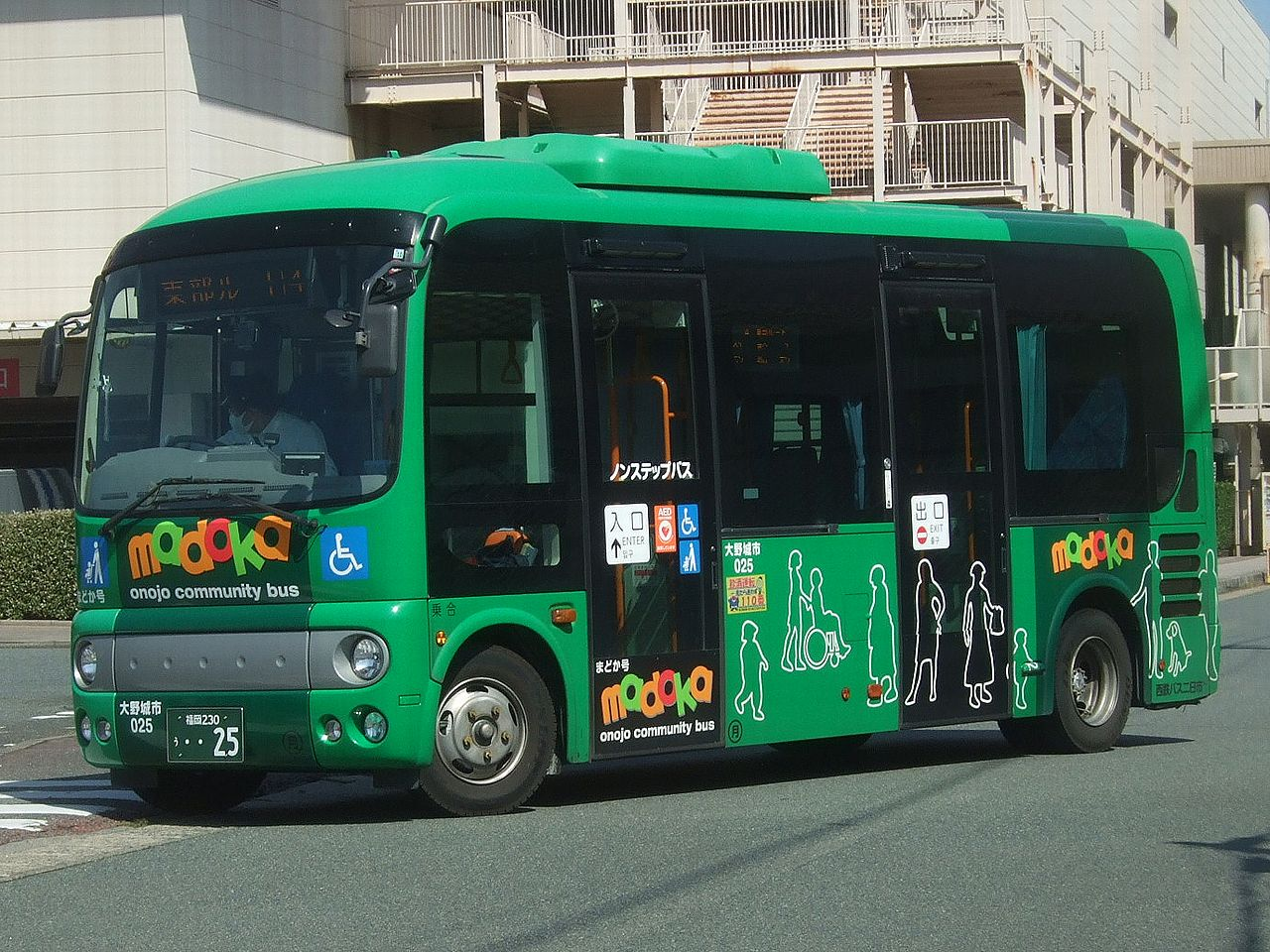
2代目車両（2014年より順次導入）

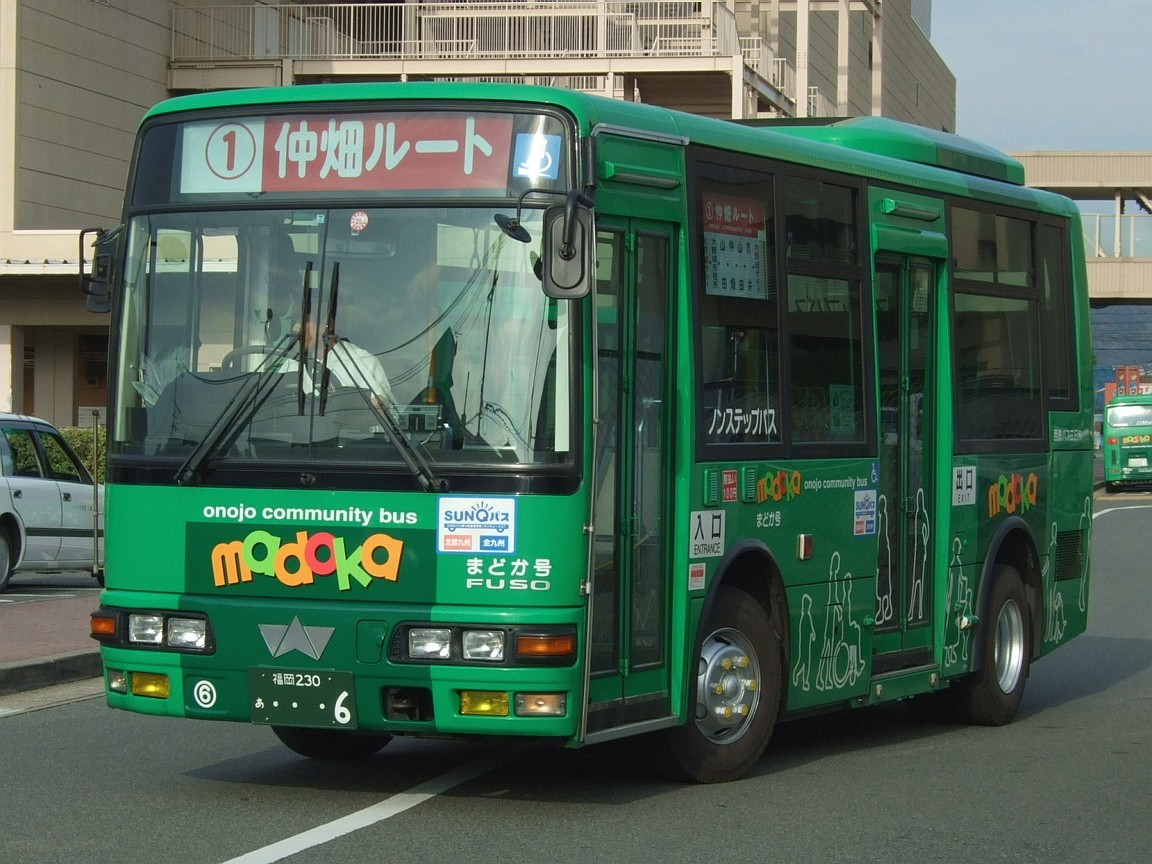
初代車両（現在は順次代替が進められている）

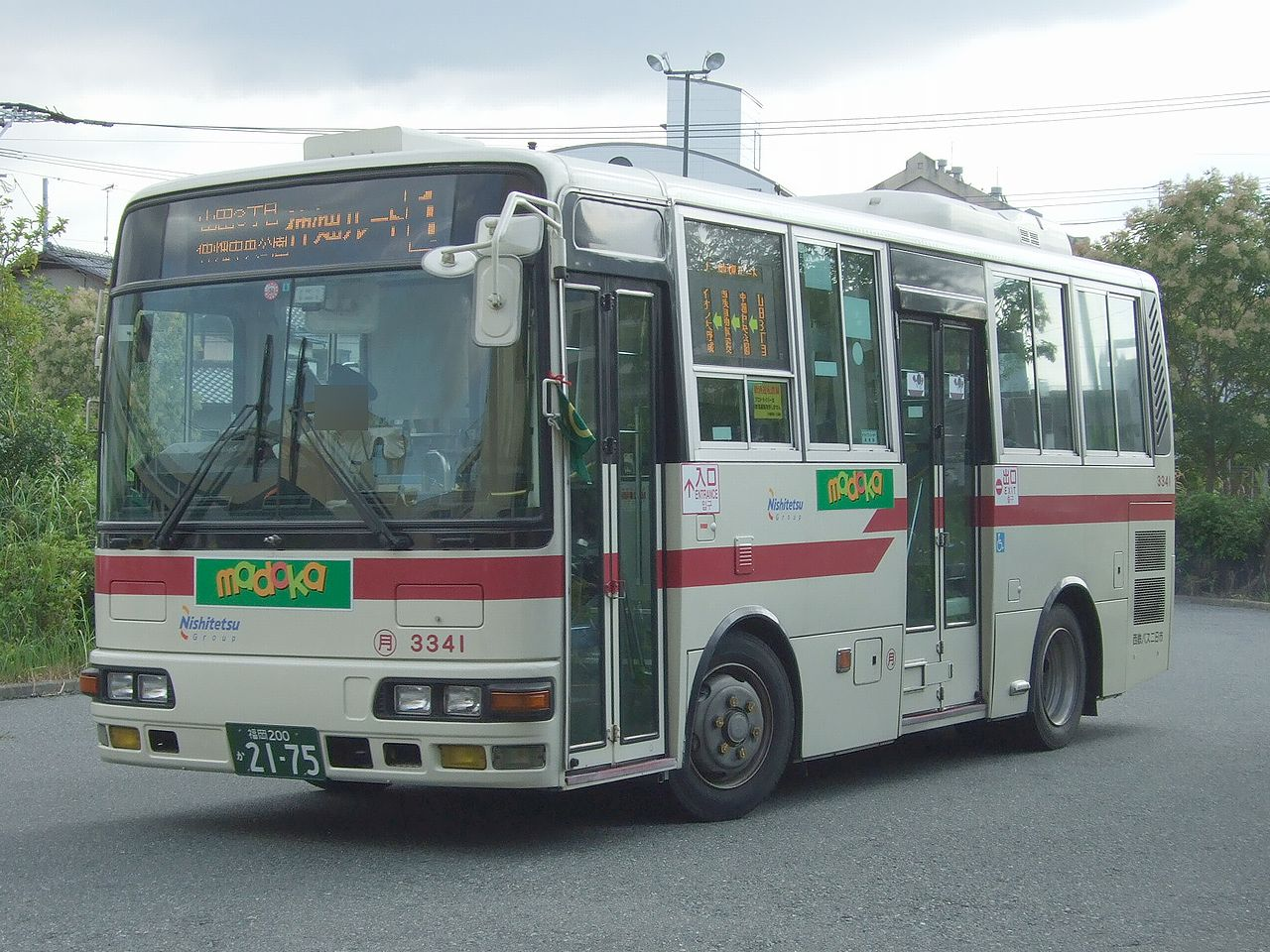
予備車（現在は廃車）

まどか号は、福岡県大野城市が運行するコミュニティバスである。
2003年（平成15年）3月1日、西日本鉄道（西鉄バス）が撤退した市東部と従前からの路線バス空白地域で運行を開始した。車両は市が保有し、運行は西鉄バス二日市が行っている。

## 沿革
- 2003年（平成15年）3月1日 運行開始。路線は仲畑ルート、乙金ルート、大城ルートの3路線。
- 2007年（平成19年）6月1日 2006年12月に大野城市バス交通協議会から提出された運行見直し報告書に基づき、路線変更、ダイヤ改正を実施。主な変更内容は以下の通り。
  - 東部ルートの新設
  - 仲畑ルートの一部減便、区間短縮（仲畑2丁目を経由しなくなる）
  - 乙金ルートを日中のみ乙金東地区へ乗り入れ
  - 大城ルートの平日の一部便を福岡自治研修センターへ乗り入れ
  - 大野城サティ（現：イオン大野城）を乗継バス停とする
- 2013年（平成25年）4月1日 IC電子マネーnimoca及び同年3月23日より共通利用が可能な各種交通系電子マネーに対応[1]。
- 2016年（平成28年）10月1日 ダイヤ改正を実施[2]。
  - 大城ルートのうち平日の朝3本を快速化
  - 乙金ルートの乙金東地区への乗り入れ時間帯を拡大
  - 乗り継ぎエリアの設定。同一エリア内のバス停留所で自由に乗り継ぎ可能とする（それ以前は路線・方面ごとに乗り継ぎできる路線・方面が指定されていた）。
  - 乗り継ぎの利便性を向上させるため仲畑ルート全便の運行時刻を15分繰り上げ
- 2019年（平成31年）4月1日 ダイヤ改正
  - 東部ルートは運行経路を大幅に変更し、運行時間帯を日中のみから朝夕にも拡大。単独区間が増加し乙金ルートとの重複区間が大幅に減った。
  - 東部ルート以外は運行時刻のみ見直し

## 路線
仲畑・乙金・大城・東部の4路線が設定されている。いずれも一方方向のみの循環路線で、大城ルートはJR大野城駅を始発・終着とし、他の路線はイオン大野城（旧：大野城サティ）を始発・終着としている。イオン大野城から西鉄天神大牟田線春日原駅までは約350mの距離である（春日原駅は隣の春日市に含まれる）。
いずれも運行区域は鹿児島本線より北側の地域で、鹿児島本線の南側では西鉄バス二日市が主に西鉄天神大牟田線下大利駅を拠点として各地区へ運行している。

### 現行路線
→の方向にのみ運行する。【　】内の区間は一部の便のみ運行。
■仲畑ルート
イオン大野城 → 筒井1丁目 → 筒井1丁目北 → 筒井4丁目交差点 → 山田東公園 → 西鉄自動車学校 → 山田3丁目 → 御笠の森入口 → 山田1丁目 → 井相田入口 → 仲島公民館 → 仲畑4丁目 → 仲畑3丁目 → 仲畑中央公園 → 畑詰公民館 → 仲畑1丁目第1 → 仲畑1丁目第2 → 仲畑1丁目第3 → 仲畑1丁目第4 → 畑詰公民館 → 仲畑中央公園 → 仲畑3丁目 → 仲畑4丁目 → 畑詰橋入口 → 西鉄自動車学校 → 山田東公園 → 北コミセン入口 → 筒井4丁目 → 筒井橋入口 → 市役所入口 → イオン大野城
市北西部の仲畑地区を通る路線。西鉄バスの代替ではなく、バス路線空白地域に新設された路線である。
6時台から21時台まで概ね20-40分間隔で29本が運行される。
■乙金ルート
イオン大野城 → 大野城市役所 → 筒井保育所 → 筒井橋入口 → 筒井4丁目 → 北コミセン入口 → 北コミュニティセンター → 御笠川4丁目 → 川久保1丁目 → 中公民館入口 → 中公園 → 変電所入口 → 中3丁目 → 【乙金東公民館 → 乙金東2丁目 → 乙金東1丁目第1 → 乙金東1丁目第2 → 乙金東1丁目第3】 → 乙金東 → 乙金保育園 → 乙金公民館入口 → 乙金3丁目 → 大野東小入口 → 乙金浄水場 → 乙金台入口 → 乙金台1丁目 → 乙金台公民館 → 乙金台2丁目 → 東コミセン入口 → レイクタウン → 大池2丁目どんぽの森入口 → 御笠川6丁目 → 落合橋 → 交流プラザ → 大野城市役所 → イオン大野城
市北東部の乙金地区を通る路線。西鉄が運行していた東部循環線の代替として設定された。変電所入口・中3丁目・乙金東公民館で西鉄バス二日市の上宇美（宇美町） - JR南福岡駅（福岡市博多区）間の路線（行先番号11番）に乗り継ぎ可能。朝夕の便は乙金東1,2丁目地区（上記の【 】内の停留所）は経由しない。
6時台から21時台まで、平日33本・土日祝日31本が20-40分間隔で運行される。東部ルートの運行時間帯は、東部ルートと合わせて20分間隔での運行となる。
■東部ルート
イオン大野城 → 市役所入口 → 筒井橋入口 → 御笠川2丁目 → 御笠川5丁目 → 東コミュニティセンター → 大野東小学校 → 乙金1丁目 → 川久保3丁目 → 川久保2丁目 → 変電所入口 → 中3丁目 → 乙金東公民館 → 乙金東2丁目 → 乙金東1丁目第1 → 乙金東1丁目第2 → 乙金東1丁目第3 → 乙金東 → 乙金保育園 → 乙金公民館 → 乙金宝満神社 → イオン乙金北側 → イオン乙金南側 → 【総合公園】 → 井の口かえで公園入口 → 大城2丁目第1 → 大城2丁目第2 → 大城1丁目 → 井の口公民館 → 御笠川6丁目 → 落合橋 → 交流プラザ → 大野城市役所 → イオン大野城
一部の区間が乙金ルートと重複する。総合公園は土日祝日には全便が乗り入れ、平日には全便が乗り入れない。
8時台から19時台に12本が1時間間隔で運行される。
■大城ルート
JR大野城駅 → 西鉄白木原駅入口 → 西鉄白木原駅 → 白木原1丁目 → 白木原1丁目交差点 → 瑞穂町 → 曙町 → まどかぴあ → 交流プラザ → 落合橋 → 古川公園 → 御笠川3丁目 → 太宰府インター入口 → 井の口公民館 → 大城3丁目 → きじがお公園 → 大城小学校 → 総合公園入口 → 【福岡自治研修センター】 → 大城5丁目入口 → 大城台公園 → 水城ヶ丘入口 → おおぎ市営住宅 → 大城5丁目 → 大城4丁目第1 → 大城4丁目第2 → 釜蓋公民館 → 釜蓋 → 井の口公民館 → 太宰府インター入口 → 御笠川3丁目 → 古川公園 → 落合橋 → 交流プラザ → まどかぴあ → 曙町 → 瑞穂町 → 白木原1丁目交差点 → 西鉄白木原駅入口  → 西鉄白木原駅 → JR大野城駅
（快速）JR大野城駅 → （この間上記と同一経路） → 太宰府インター入口 → 白鳥橋 → 白木原5丁目 → 大野中学校 → 西鉄白木原駅 → JR大野城駅
市東部の大城地区を通る路線。JR大野城駅・西鉄白木原駅を経由し、鹿児島本線・西鉄天神大牟田線と接続している。
水城ヶ丘入口バス停は太宰府市との市境まで約50mの場所にあり、同バス停から約300mの太宰府市水城6丁目には太宰府市コミュニティバス「まほろば号」の水城ヶ丘中央公園バス停があるため、両バス停の間を移動して乗り継ぎも可能である。始発・終着のJR大野城駅では同駅東口に発着する。駅舎内を通り抜けることで同駅西口に発着する春日市コミュニティバス「やよい」との乗り継ぎができる。
6時台から21時台まで、平日33本・土日祝日31本が20-30分間隔で運行される。平日の3本のみ福岡自治研修センターを経由する。平日朝の1便（始発便）・3便・5便は快速便で、太宰府インター入口から短絡した経路で西鉄白木原駅に向かう。平日朝8時前後始発の5便・6便は、JR大野城駅発車後、西鉄白木原駅入口及び西鉄白木原駅を経由せず白木原1丁目へ直行する。これらの便は時刻表等では快速として案内されている。

## 運賃
- 運賃は、小学生以上は100円。未就学児は小学生以上の同伴者1人につき3人まで無料（同伴者なしの場合は100円）。各種割引運賃なし。
- 定期券はない。大野城市コミュニティバス専用回数券がある（11枚綴り、1000円。車内、西鉄バス二日市（株）月の浦営業所、イオン大野城ショッピングセンターで販売）。
- nimoca（相互利用の交通系ICカードを含む）利用可。
  - nimocaで乗車した場合はポイントが貯まり、一律2%（2ポイント）と、当月の利用料金に応じてボーナスポイントが別途加算される。
- SUNQパス利用可。
- nimoca・SUNQパス以外の西日本鉄道が発行する乗車券・定期券・乗車カードでは乗車できない。
- 前乗り、前払い、後降り方式。nimocaの場合は、まず入口右側の読取機にタッチし、続けて料金箱に設置されている読取機にタッチしてから乗車する。
- 指定の乗り継ぎエリアでは、無料で乗り継ぎできる。降車の際に出口の発券機からのりつぎ券を取り、乗り継ぎ先のバスに乗車の際に運賃箱に入れる。降車後40分以内の利用に限り有効。

## 車両
専用車として6台を導入している。西鉄バス二日市本社（月の浦営業所）に所属する。全車ノンステップ仕様の三菱ふそう・エアロミディMEで、緑色地にイラスト・ロゴを配した塗装。なお、長らく6台フル稼働だったため、検査等の場合は西鉄バス二日市の三菱ふそう・ローザもしくは名古屋市交通局より中古導入した三菱ふそう・エアロミディMJが仲畑ルートの限定された運用で代走していた。
2014年より二代目専用車として日野・ポンチョを導入し、順次代替している。塗装は従来車と同じ。ポンチョの導入に伴い、予備車だった元名古屋市交通局のエアロミディMJは運用離脱し、初代専用車のMEも順次運用離脱している。